# Franco Serpa
Franco Serpa (Roma, 26 agosto 1931 – Roma, 9 settembre 2022) è stato un latinista, musicologo, germanista e traduttore italiano.

## Biografia
Dopo essersi laureato a Roma in Filologia classica e Storia della musica, collaborò con Fedele d’Amico alla redazione della Sezione Musica dell’Enciclopedia dello Spettacolo. Fu docente di Latino e Greco nei Licei (Todi e Roma), e responsabile presso l’Istituto Italiano di Cultura di New York per l’assegnazione delle borse di studio italiane a studenti americani. Dal 1975 insegnò per trent’anni Letteratura latina all’Università degli Studi di Trieste, e nella stessa Università ottenne quattro incarichi per Storia della musica.
Scrisse numerosi saggi e studi sia nell’ambito della letteratura antica che in quello musicale, con particolare riferimento alla cultura musicale tedesca e mitteleuropea (Wagner, Strauss, Henze, ecc). Tra i lavori di letteratura classica si possono citare:  Itaca, antologia omerica, ed. Sansoni, La polemica sull’arte tragica, ed. Sansoni, Il punto su Virgilio, ed. Laterza e numerosi saggi. Nell’ambito della musicologia,  pubblicò lavori sulle poetiche musicali nel romanticismo (nel 1981 il libro Scritti sulla musica e le arti di Arthur Schopenhauer) e nel decadentismo in Germania e Austria, e sulla presenza delle figure mitiche greche nell’arte drammatico-musicale del Novecento (in particolare nelle opere di Hans Werner Henze). Alcuni saggi sono raccolti in Miti e note. Musica con antichi racconti, ed. EUT, Trieste 2009.
Curò numerose traduzioni di drammi musicali tedeschi, come la Tetralogia di Wagner L’anello del Nibelungo, per le edizioni del Teatro alla Scala, Il Cavaliere della Rosa di Richard Strauss (1992) e l’Elena egizia , con analisi filologica del testo originale e con commento, per le edizioni Adelphi. Nella sua lunga carriera di musicologo ed esperto della cultura classica, conobbe e frequentò artisti come il soprano Maria Callas,  i compositori Igor Stravinsky e Hans Werner Henze, la pittrice e scenografa Titina Maselli, le scrittrici Elsa Morante e Ingeborg Bachmann. Di tali conoscenze dette testimonianza nelle interviste rilasciate nell’ambito del programma di RadioRAI Il terzo anello – 2008.
Franco Serpa fu accademico dell'Accademia Filarmonica Romana dal 1995 e dell’Accademia di Santa Cecilia dal 2006.
È morto a Roma nel settembre 2022 all'età di 91 anni.

## Opere
- Itaca : Antologia dell'Odissea per i licei classici, a cura di F. Serpa , Sansoni, Firenze, 1971
- La polemica sull'arte tragica / Nietzsche ... [et. al.] ; a cura di F. Serpa,  Sansoni, Firenze, 1972
- Lingua latina : forme, funzioni, mezzi della lingua latina, F.Serpa, Sansoni, Firenze, 1980
- L' idea di natura nelle Georgiche : uno studio virgiliano, F.Serpa, Trieste : LINT, 1983
- Il punto su Virgilio / a cura di F. Serpa,  Laterza, Roma, 1987
- L' anello del Nibelungo / di F. Serpa , Giunti, Firenze, 1989
- Un ragazzino all'Augusteo. Scritti musicali di F. D’Amico / a cura di F. Serpa , Einaudi , 1997.
- Miti e note : musica con antichi racconti / Franco Serpa – Trieste, EUT, 2009
- Elektra : tragedia in un atto / musica di Richard Strauss ; libretto di Hugo von Hofmannsthal ; traduzione italiana di Franco Serpa, Milano Teatro alla Scala, 2014